# Aeromás
Aeromás es una aerolínea con sede en Montevideo, Uruguay. Realiza servicios domésticos e internacionales a Argentina, Brasil y Paraguay para diversas corporaciones y agencias gubernamentales. También opera vuelos de entrenamiento y de ambulancia aérea. Su base es el Aeropuerto Internacional de Carrasco de Montevideo.

## Historia
La aerolínea fue establecida y comenzó sus operaciones en 1983, como una empresa de remolque de publicidad. Se desarrolló en el transporte público en 1988, convirtiéndose en la mayor empresa de aerotaxi de Uruguay.

## Flota actual
La flota de Aeromás incluye las siguientes aeronaves:
| Aeronaves                   | En servicio | Matrículas      |
| --------------------------- | ----------- | --------------- |
| Embraer EMB 110 Bandeirante | 2           | CX-MAS y CX-MAY |
| Learjet 60                  | 1           | CX-SCA          |
| Piper PA-38 Tomahawk        | 1           | CX-BKC          |

### Flota histórica
| Aeronaves               | Total | Introducido | Retirado | Matrículas |
| ----------------------- | ----- | ----------- | -------- | ---------- |
| Beechcraft Queen Air    | 1     | 1994        | 2019     | CX-BMR     |
| Britten-Norman Islander | 1     | 2004        | 2007     | CX-PGT     |
| Cessna 182 Skylane      | 1     | ??          | c. 2011  | CX-AUD     |
| Cessna 208 Caravan      | 1     | 2000        | 2023     | CX-MAX     |
| Piper PA-23 Aztec       | 1     | ??          | c. 2019  | CX-BDI     |

## Accidentes e incidentes
- El 16 de febrero de 2023 la Cessna 208 Caravan CX-MAX de Aeromás en un vuelo Montevideo (MVD)-Buenos Aires (EZE) como alimentador de la empresa Fedex, tuvo una perdida de potencia de motor, sobre aguas del Río de la Plata, los únicos dos tripulantes intentaron desviar la aeronave al Aeropuerto de La Plata. Pero cientos de metros antes en la localidad de Berisso tomaron la decisión de desviar la aeronave a un camino de tierra próximo a un acampado. Impactaron a baja velocidad, y lograron salir de la aeronave por sus propios medios, casi ilesos. Tras el impacto la aeronave se incendio con perdida total pero sin mayores consecuencias. [3]